# Takatori
Takatori (高取町?) è una cittadina giapponese della prefettura di Nara.